# Veeravanallur
Veeravanallur is een panchayatdorp in het district Tirunelveli van de Indiase staat Tamil Nadu. 

## Demografie
Volgens de Indiase volkstelling van 2001 wonen er 19.681 mensen in Veeravanallur, waarvan 49% mannelijk en 51% vrouwelijk is. De plaats heeft een alfabetiseringsgraad van 76%.